# Columbina
A Columbina a madarak osztályának galambalakúak (Columbiformes) rendjébe, valamint a galambfélék (Columbidae) családjába tartozó nem.

## Rendszerezésük
A nemet Johann Baptist von Spix írta le 1825-ben, az alábbi 9 faj tartozik ide:
- kékszemű galambocska (Columbina cyanopis)
- picui galambocska (Columbina picui)
- aranycsőrű galambocska (Columbina cruziana)
- inkagalambocska (Columbina inca)
- álarcos galambocska (Columbina squammata)
- verébgalambocska (Columbina passerina)
- homokszínű galambocska (Columbina minuta)
- fahéjszínű galambocska (Columbina talpacoti)
- ecuadori galambocska (Columbina buckleyi)